# كيم إن سونغ
كيم إن سونغ (الكورية: 김인성; هانجا: 金寅成؛ من مواليد 9 سبتمبر 1989) هو لاعب كرة قدم كوري جنوبي يلعب حاليًا مع نادي بوهانج ستيلرز، في مركز الجناح في الدوري الكوري 1.
تخرج من جامعة سونغ كيون كوان ولعب سابقًا لفريق الدوري الروسي الممتاز جانب سسكا موسكو.

## روابط خارجية
- الملف الشخصي للدوري الوطني
- كيم إن سونغ  على سكروي